# Greensill Capital
Greensill Capital è stata una società di servizi finanziari con sedi nel Regno Unito e in Australia. Fondata nel 2011 da Lex Greensill,  si è concentrata sulla fornitura di finanziamento della catena di approvvigionamento e servizi correlati. Ha presentato istanza di protezione dall'insolvenza l'8 marzo 2021.

## Storia
Nel 2011 il focus iniziale della società era sulla finanza della catena di approvvigionamento. Da allora la società ha diversificato i suoi flussi di entrate, offrendo servizi bancari convenzionali attraverso una filiale tedesca, Greensill Bank (DE), l'offerta di obbligazioni basate sul debito che ha acquistato e attraverso fondi gestiti con organizzazioni partner tra cui Credit Suisse. 
Nel 2018 la società americana di private equity General Atlantic ha investito 250 milioni di dollari in Greensill. All'inizio del 2019, Softbank ha investito 800 milioni di dollari nell'azienda attraverso il suo Vision Fund. Questo investimento ha consentito a Greensill di espandersi rapidamente, aumentando il numero di dipendenti dai 500 del 2019 agli oltre 1000 all'inizio del 2021, dislocati in sedici uffici. A causa dell'investimento di Softbank, l'azienda ha ritardato la considerazione di altre opzioni di raccolta fondi come un'offerta pubblica iniziale. Entro la fine del 2020, l'azienda aveva iniziato a perseguire altri investitori, con l'obiettivo di raccogliere tra 500 e 600 milioni fi dollari e successivamente completare un'IPO entro due anni. Per raggiungere il suo obiettivo, la società ha deciso di vendere tutti e quattro i suoi aerei, tra cui un Gulfstream 650. 
Alla fine del 2020, Greensill ha iniziato la ricerca di un nuovo revisore dopo essere diventato troppo grande per l'allora revisore dell'azienda, Saffery Champness. KPMG, Deloitte, i membri dei Big Four e la società di contabilità più piccola BDO hanno tutti rifiutato di diventare il nuovo revisore dei conti di Greensill. 

### Attività
Secondo le sue dichiarazioni in tribunale, Greensill aveva tre attività principali: finanziamento della catena di approvvigionamento (chiamato anche "reverse factoring"), finanziamento dei crediti (noto anche come "factoring") e una pratica Greensill chiamata "crediti futuri finanza". 
Nel factoring tradizionale, un'impresa venderà a terzi le fatture che ha emesso ai clienti; la terza parte riscuote quindi il denaro dovuto da quei clienti. Nel reverse factoring, una terza parte (in questo caso, Greensill) paga invece i debiti dovuti da una società ai suoi fornitori con un leggero sconto, ma molto più rapidamente di quanto avrebbe fatto la società originaria. La terza parte successivamente riceve il pagamento dalla società. Il "Finanziamento crediti futuri" consiste nel prestare denaro a un'impresa prima che sia stata effettuata una vendita, sulla base dell'aspettativa di vendite e pagamenti futuri. Poiché la finanza dei crediti futuri si basa su pagamenti futuri e quindi incerti, è considerata un'attività rischiosa. 